# Кетул
Кету́л (рос. Кетул) — присілок в Зав'яловському районі Удмуртії, Росія.
Знаходиться на правому березі річки Бісарка, правої притоки річки Туганюк, на північний захід від присілка Бабино.

## Населення
Населення — 77 осіб (2010; 110 в 2002).
Національний склад станом на 2002 рік:
- росіяни — 79 %

## Урбаноніми:[3]
- вулиці — Лісова, Механізаторів, Південна